# 沃納 (新罕布什爾州)
沃納（英語：Warner）是一個位於美國新罕布什爾州梅里馬克縣的鎮。

## 人口
根據2020年美國人口普查的數據，沃納的面積為143.69平方千米，當中陸地面積為143.04平方千米，而水域面積為0.64平方千米。當地共有人口2937人，而人口密度為每平方千米20人。